# لابونیشتا
لابونیشتا (به لاتین: Labuništa) یک منطقهٔ مسکونی در مقدونیه شمالی است که در شهرداری استروگا واقع شده‌است. لابونیشتا ۵٬۹۳۶ نفر جمعیت دارد و ۷۵۸ متر بالاتر از سطح دریا واقع شده‌است.